# Antilla (ort i Argentina)
Antilla är en ort i Argentina.   Den ligger i provinsen Salta, i den norra delen av landet, 1 100 kilometer nordväst om huvudstaden Buenos Aires. Antilla ligger 531 meter över havet och antalet invånare är 619.
Terrängen runt Antilla är lite kuperad. Runt Antilla är det mycket glesbefolkat, med 5 invånare per kvadratkilometer.. Antilla är det största samhället i trakten.
I omgivningarna runt Antilla växer i huvudsak lövfällande lövskog.